# 메인랜드 (셰틀랜드 제도)

메인랜드

메인랜드(Mainland)는 셰틀랜드 제도의 섬이다. 인구는 17,550명이다.

## 같이 보기
- 메인랜드 (오크니 제도)